# Mirjana Gross
Mirjana Gross (născută Mirjam Gross; n. 22 mai 1922, Zagreb, Regatul Iugoslaviei – d. 23 iulie 2012) a fost o scriitoare și istorică iugoslavo-croată⁠(d) de etnie evreiască.

## Viata și cariera
S-a născut în 22 mai 1922 la Zagreb într-o familie de etnie evreiască⁠(d). Era fiica medicului balneolog Mavro Gross (1893–1945) și a soției lui, Ella, și nepoata șahistului Izidor Gross (1860–1942). A început studii de medicină la Zagreb. În timpul Războiului de eliberare națională a Iugoslaviei și al Invadării Iugoslaviei Mirjana Gross și părinții ei s-au ascuns în satul Drenje Brdovečko⁠(d) de lângă Zagreb, până în anul 1943, când au fost arestați de naziști. Mirjana și mama ei au fost deportate în lagărul de concentrare Ravensbrück, unde au prestat muncă forțată pentru compania Siemens & Halske AG, producând bombe. Tatăl ei a fost deportat la Buchenwald. Mavro Gross și alți membri ai familiei ei au pierit în timpul Holocaustului; Mirjana și mama ei au supraviețuit însă.
După război a devenit o renumită profesoară de istorie iugoslavă. Mirjana Gross și-a dedicat întreaga carieră studiului istoriei croate a secolului al XIX-lea și metodologiei istorice⁠(d). În anii 1970 profesoara Gross a realizat mai multe proiecte mari de cercetare privind istoria modernă a Croației. Ea a scris lucrările Historijska znanost („Știința istorică”) și Počeci moderne Hrvatske („Începuturile Croației moderne”), precum și cărți despre Partidul Drepturilor⁠(d) și despre politicienii naționaliști croați Ante Starčević⁠(d) și Eugen Kvaternik⁠(d).
În 1997, cu ocazia împlinirii a 75 de ani de viață și a 45 de ani de la activitate a Mirjanei Gross, Institutul pentru Istoria Croației de la Facultatea de Științe Sociale și Umaniste⁠(d) a Universității din Zagreb a publicat și i-a dedicat o colecție reprezentativă de articole științifice, constând din 36 de articole științifice originale scrise de istorici croați și străini.

## Moarte
Mirjana Gross a murit pe 23 iulie 2012, la vârsta de 90 de ani, și a fost înmormântată în Cimitirul Mirogoj⁠(d) din Zagreb.

## Onoruri
A fost distinsă cu mai multe premii științifice în Croația și a devenit un istoric respectat în străinătate. Mirjana Gross a primit premiul „Vladimir Bakarić” al ziarului croat Vjesnik⁠(d) și prestigiosul premiu austriac „Anton Gindely” pentru lucrarea Počeci moderne Hrvatske („Începuturile Croației moderne”) și premiul Josip Juraj Strossmayer⁠(d) al Târgului de Carte de la Zagreb (1992) pentru cea mai de succes lucrare științifică sau proiect de publicare publicată în limba croată în Croația și în diaspora croată⁠(d) la categoria Științe sociale pentru lucrarea Prema hrvatskome građanskom društvu : društveni razvoj u civilnoj Hrvatskoj i Slavoniji šezdesetih i sedamdesetih godina 19. stoljeća („Către societatea civilă croată: dezvoltarea socială în Croația și Slavonia în anii șaizeci și șaptezeci ai secolului al XIX-lea”), elaborată împreună cu Agneza Szabo, și a fost decorată cu Ordinul Austriac al Științei, clasa I. Ea a fost inclusă în 2005 în lista celor mai importante 35 de femei din istoria Croației.